# Țara Bascilor

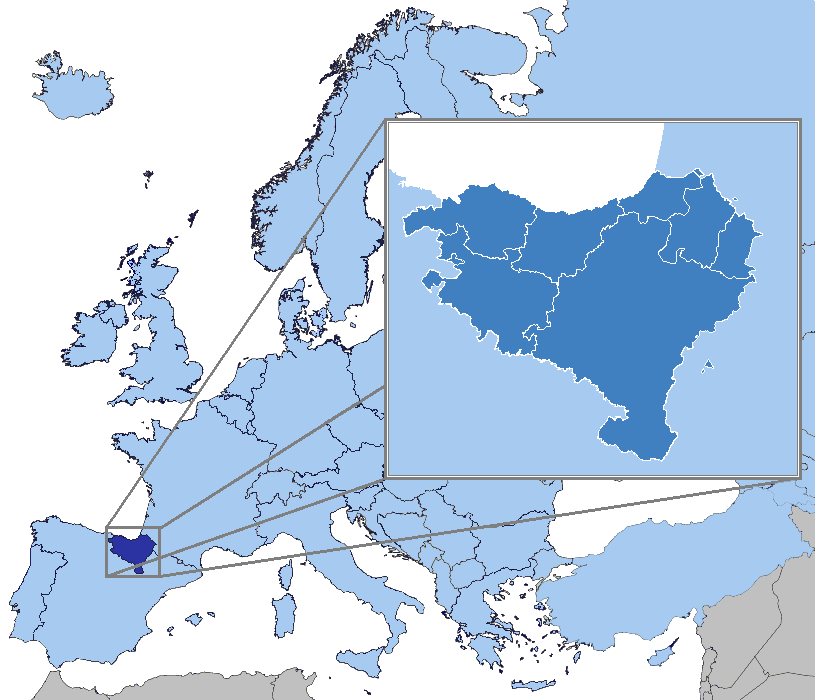
Așezarea geografică a Țării Bascilor

Țara Bascilor sau Țara Bască (în bască Euskal Herria sau Euskadi, în spaniolă País Vasco sau Vasconia, în franceză Pays Basque) este o regiune situată la sud de golful Biscaya, pe teritoriul modern al Spaniei și Franței. Partea spaniolă este organizată în Comunitatea Autonomă a Țării Basce. Suplimentar, în funcție de poziția ideologică, Navarra (în limba bască Nafarroa) este considerată în întregime sau în parte ca aparținând Țării Bascilor. Țara Bască din Franța, în bască Iparralde („ținutul de nord“), constituie partea de vest a departamentului Pyrénées-Atlantiques.

Comunitatea Autonomă a Țării Basce (violet), Navara (verde), Țara Bascilor din Franța (galben)

Țara Bascilor este formată din șapte regiuni și teritorii istorice. Sloganul basc zazpiak bat înseamnă șapte fac unu. 
Sudul regiunilor basce (spaniole) (cele trei provincii ale comunității autonome basce, plus Navarra, în bască Nafarroa) formează Hegoalde. Nordul regiunilor basce franceze formează Iparralde. 
Regiunile basce (franceze) sunt parte a departamentului Pyrénées-Atlantiques. 
Ele sunt: 
- Labourd (în bască Lapurdi)
- La Soule (în bască Zuberoa)
- Basse-Navarre (în bască Nafarroa Beherea)